# 古傑爾梅斯區

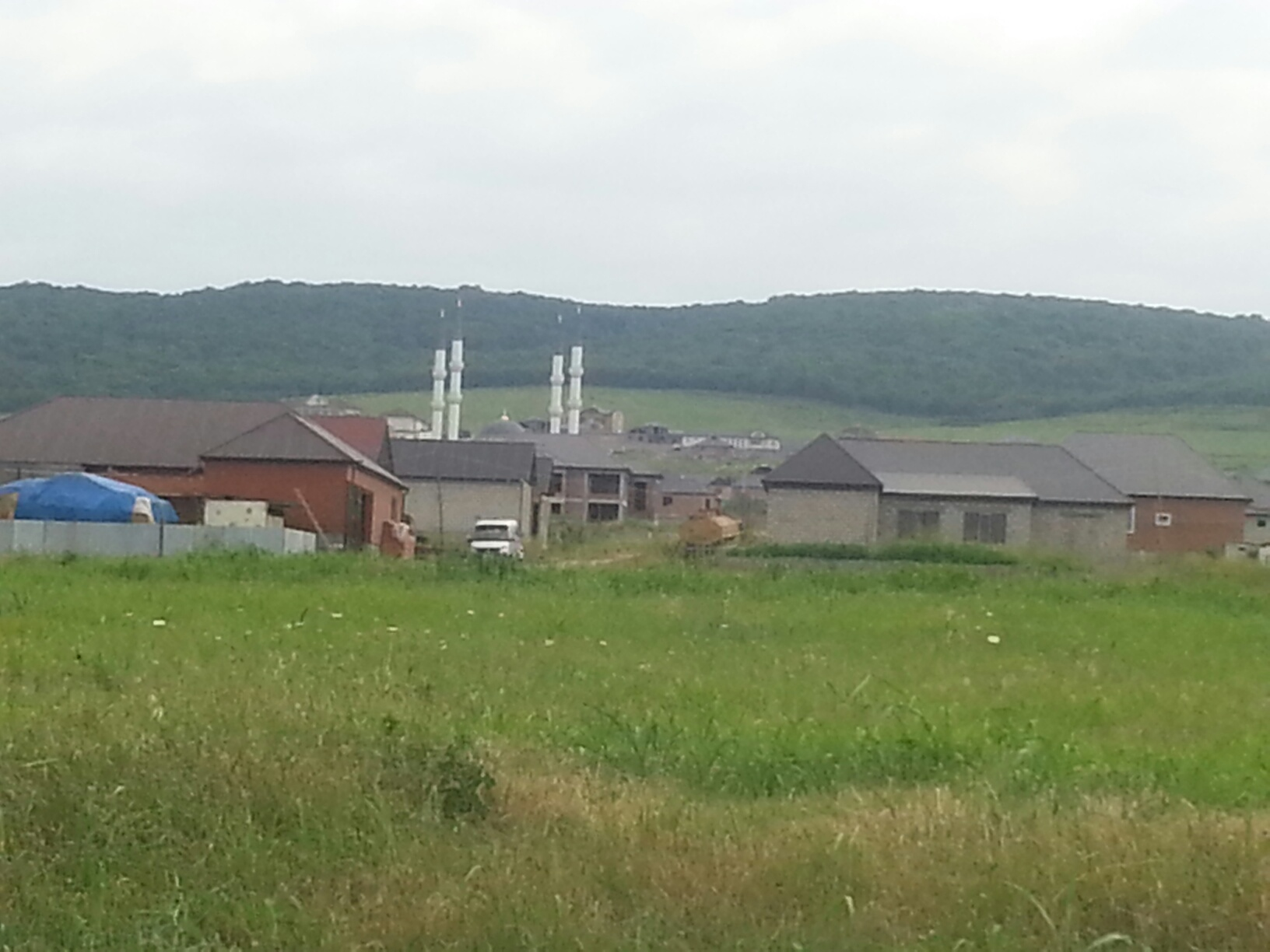

43°21′N 46°06′E / 43.350°N 46.100°E
古傑爾梅斯區（俄语：Гудермесский район），是俄羅斯的一個區，位於該國西南部，由車臣共和國負責管轄，面積740平方公里，2016年人口141,240，人口密度每平方公里199.29人。